# Beaumaris (Victoria)
Beaumaris ist ein Stadtteil von Melbourne. Er befindet sich etwa 20 km südöstlich der Innenstadt und liegt direkt am Port Phillip. Der Stadtteil ist nach der gleichnamigen Ortschaft in Wales benannt (siehe Beaumaris (Wales)). 2016 hatte der Stadtteil über 13.000 Einwohner.
Das erste Postamt wurde bereits im März 1868 in der Gegend eingerichtet, jedoch bereits einen Monat später geschlossen und erst 1925 wiedereröffnet. Von 1889 bis 1914 verkehrte eine von Pferden gezogene Straßenbahn zwischen Beaumaris und Melbourne.